# Miłość i miłosierdzie
Miłość i miłosierdzie – polski film biograficzny z gatunku dokument fabularyzowany poświęcony życiu i działalności zakonnicy Faustyny Kowalskiej. Reżyserem filmu był Michał Kondrat, natomiast polska premiera odbyła się 29 marca 2019. 
W filmie przedstawiono również historię powstania namalowanego w Wilnie w 1934 r. przez Eugeniusza Kazimirowskiego obrazu Jezusa Miłosiernego i związane z nim – nieznane wcześniej – fakty. W warstwie dokumentalnej filmu przedstawiono historię nie tylko obrazu, ale również i św. siostry Faustyny, bł. ks. Michała Sopoćki oraz rozwoju kultu Bożego Miłosierdzia. Z wypowiedzi przedstawicieli Kościoła Katolickiego, a także reprezentantów świata sztuki i nauki wyłania się bogata w fakty, świadectwa i rzetelną wiedzę naukową historia uważanego za jeden z najważniejszych wymiarów współczesnej duchowości. Jednym z najbardziej emocjonujących aspektów filmu było przedstawienie wyników badań potwierdzające zgodność obrazu Jezusa Miłosiernego z 1934 r. z wizerunkiem z Całunu Turyńskiego, co może stanowić naukowy dowód prawdziwości objawień św. siostry Faustyny. Film przyczynił się do ożywionej dyskusji na temat znaczenia kultu Bożego Miłosierdzia w XX wieku i współczesności.

## Obsada
- Kamila Kamińska jako Faustyna Kowalska
- Maciej Małysa jako ks. Michał Sopoćko
- Janusz Chabior jako Eugeniusz Kazimirowski
- Remigiusz Jankowski jako ks. Jarzębowski
- Piotr Cyrwus jako ojciec Faustyny Kowalskiej
- Jacek Borkowski jako ks. Świrski
- Tadeusz Chudecki jako kard. Alfredo Ottaviani
- Dariusz Jakubowski jako kard. Karol Wojtyła

## Nagrody
- 2019 – Międzynarodowy Festiwal Filmów Niepokalanów we Wrocławiu – Nagroda Publiczności[3][4]
- 2019 - Grand Prix Festiwalu Polonijnego "LOSY POLAKÓW" dla Michała Kondrata za film "Miłość i Miłosierdzie"[5]

## Odbiór
Premiera filmu miała miejsce w czasie Światowych Dni Młodzieży w Panamie; „Miłość i Miłosierdzie” był jedynym filmem prezentowanym w czasie największego festiwalu religijnego świata w 2019 roku, co zorganizowane zostało dzięki działaniom rządu Panamy, Dyrektora ds. Międzynarodowej Komunikacji ŚDM, Ambasadora Panamy przy Stolicy Apostolskiej oraz dyrektora i dystrybutora najważniejszej sieci kin w Panamie – Cinepolis.
Równie znaczący był kolejny pokaz filmu – odbył się on w Watykanie 5 marca 2019 roku, w przeddzień 60 rocznicy wprowadzenia przez Stolicą Apostolską zakazu szerzenia kultu Bożego Miłosierdzia, który zniesiony został w dużej mierze dzięki staraniom kardynała Karola Wojtyły, późniejszego papieża Jana Pawła II. 
Pierwsza publiczna premiera dla szerszej publiczności miała miejsce w Wilnie, co podkreślało wagę tego miejsca dla kultu Bożego Miłosierdzia (to w Wilnie powstał i znajduje się dziś obraz Jezusa Miłosiernego, który namalowany został na podstawie objawień św. siostry Faustyny, jedyny obraz, który widziała i zaakceptowała za swojego życia). Pierwsza, wileńska premiera filmu zakończyła się dziesięciominutową owacją na stojąco. 
W Polsce obraz został przyjęty przez widzów bardzo entuzjastycznie. Film Kondrata określono mianem najważniejszego polskiego filmu religijnego od czasów „Świadectwa” i „Popiełuszko. Wolność jest w nas”. W klasyfikacji polskiego box office „Miłość i Miłosierdzie” osiągało pozycje w pierwszej trójce.
W Stanach Zjednoczonych film zdobył dużą popularność. Na ekrany 800 kin wszedł 28 października 2019, niemalże od razu trafiając na 2. miejsce w amerykańskim "box office". W opinii reżysera Michała Kondrata był „to historyczny moment w dziejach polskiej kinematografii”. Żaden polski film  wcześniej nie znalazł się nawet w pierwszej dziesiątce amerykańskiego box office. W dniu otwarcia film zarobił w amerykańskich kinach 1,416 mln dolarów [Polski film zadebiutował na 2. miejscu amerykańskiego box office’u. Bilety wyprzedano już na kilka tygodni przed planowanymi pokazami - pracownicy amerykańskich kin komentowali ten fakt, stwierdzając, że z taką sytuacją nie spotkali się od czasu premiery "Gwiezdnych Wojen". Jednocześnie w rankingu BoxOffice pojawił się jedynie dwa dni, co jest z kolei wybitną porażką.
Film został negatywnie oceniony przez polskich krytyków. W serwisie Mediakrytyk.pl przyznano mu średnią ocenę w postaci 2,8/10 − żadna ze zgromadzonych recenzji nie była pozytywna. Został uznany za najgorszy projekt filmowy 2019 roku i znalazł się w portalowym rankingu najgorszych filmów wszech czasów.
Marcin Stachowicz (Filmweb) zarzucił filmowi, że wygląda jak inne polskie produkcje chrześcijańskie i argumentował: „kino to nie zwitek świętych obrazków z torby księdza proboszcza; a my wciąż dostajemy ten sam film”. Albert Nowicki (We'll Always Have the Movies) ironicznie sklasyfikował obraz Kondrata jako kino fantasy i pisał: „To przykre, że Miłość i miłosierdzie trafia do szerokiej dystrybucji, podczas gdy tak drapieżne i wymagające myślenia kino, jak Assassination Nation w całej Warszawie grane było jedynie przez Kinotekę. Wątpię jednak, by przeciętny widz kinowy był nowym dziełem Kondrata zachwycony. Przytomni kinomani są w stanie odróżnić prawdę od obłudy, a Miłość... − nawet jeśli pozuje na objawienie polskiej sztuki filmowej − pozostaje mielizną, która nie powinna wychylać się poza archiwa Telewizji Trwam.”
Według Jakuba Stolarza (Filmawka) film jest zanadto moralizatorski, niedbale wykonany; co więcej, „absolutnie nikogo, niczego nie nauczy, grzeszników za cholerę nie nawróci, a wierzących tylko milutko poklepie po pleckach.” Jakub Koisz swoją recenzję dla serwisu film.org.pl zatytułował: „Producenci, zmiłujcie się nad nami grzesznymi”.
Umiarkowanie pozytywnie natomiast oceniły film tygodnik Do Rzeczy, Dziennik Łódzki i Tele Tydzień, chwaląc wydźwięk filmu i kreację Kamili Kamińskiej. Gazeta Polska oceniła film na 4/6. 
Użytkownicy filmweb ocenili film na 7,1/10 (stan na wrzesień 2019). Średnia ocena widzów w portalu MediaKrytyk wyniosła 3,6/10 (stan na wrzesień 2019).